# آيسلندا في الألعاب الأولمبية
أيسلندا في الألعاب الأولمبية تقوم اللجنة الأولمبية الوطنية الأيسلندية بالإشراف في شؤون مشاركة أيسلندا في الألعاب الأولمبية، شاركت أيسلندا أول مرة في الألعاب الأولمبية في دورة 1912 في ستوكهولم في السويد، فازت أيسلندا حتى الآن في مشوارها في الألعاب الأولمبية الصيفية بمجموع 4 ميداليات في الألعاب الأولمبية الصيفية 2 فضية و2 برونزية ولم تفز بأي ميدالية ذهبية حتى الآن، وأكثر الرياضات التي تنافس فيها ألعاب القوى وكرة اليد والجودو.
في الألعاب الأولمبية الشتوية شاركت أيسلندا أول مرة في دورة 1948 في سان موريتز في سويسرا ولم تفز حتى الآن بأي ميدالية في الألعاب الشتوية.